# Concept de Chose dans la philosophie de Martin Heidegger
L'usage banal du mot « chose » implique selon Martin Heidegger un arrière fond de « très lourdes déterminations métaphysiques » (substance et prédicats) dont il a cherché à s'extraire pour retrouver le sens originel du mot, celui qui était le sien au temps des premiers penseurs et poètes de la Grèce. Il s'avère qu'il ne faut pas compter sur la simple « perception » pour comprendre ce qu'il en est de la « chose » (ainsi en est-il des symboles religieux qui ne peuvent être compris que par les fidèles). L'étant (la chose dans ce qu'elle est) ne s'ouvre originellement, dans son être, qu'à la mesure d'un monde dans lequel nous « ek-sistons » note Jean Beaufret.
Si tout objet, naturel ou non, toute œuvre, toute pensée, voire toute action ou résolution et en règle générale tout ce qui n'est pas rien, peut être qualifié de chose dans le langage courant, l'analyse que conduit Heidegger se concentre sur l'acception la plus étroite c'est-à-dire sur les choses qui nous entourent (une pierre, une horloge, une pomme, une rose, un lézard).

## La singularité des choses
La « choséité » nous ne la trouvons jamais que dans des choses singulières, ce qui conduit Heidegger à poser la question : l'origine en est-elle à notre capacité d'extraire un universel de ces choses singulières ou bien cela tient-il aux choses elles-mêmes qui « seraient individuelles en tant que choses qu'elles sont » ? même des choses semblables sont différentes par le « lieu ». « Dans la mesure où chaque chose a son lieu, son moment et sa durée, il n'y a jamais deux choses semblables et donc la « choséité » de chaque chose, son caractère d'être cette « chose-ci » a son fondement dans l'essence de l'espace et du temps ». « Être singulières » apparaît donc comme un trait universel et commun des choses. Heidegger répond à la question : qu'est-ce qu'une chose ? : « Une chose est toujours un « chaque fois ceci » ». Ces choses singulières que nous rencontrons on le caractère de cette « chose-ci » qui la distingue des autres et que l'on appelle d'un terme savant « l'eccéité », eccéité dont la science ne veut rien savoir.
D'autre part la chose qui est, présente, à partir de son monde, montre non seulement un contour familier et reconnaissable, mais elle possède aussi une profondeur interne, une autonomie que Heidegger caractérise comme un « se tenir en soi-même », (une contenance), note Hans-Georg Gadamer. Enfin dans Être et Temps, sous la figure de la « conjointure », la chose possède la capacité de rassembler et de recueillir les contrées du monde.  
Michel Haar note que « la technique exige la destruction de la « terre » et son remplacement par un espace neutre uniforme et universel [...] La spatialisation annule non seulement la spécificité du lieu, mais la capacité des «choses » de rassembler elles-mêmes l'espace et de révéler à travers elle, des lieux ».

## La proximité des choses
Depuis son origine, la métaphysique comprend la « choséité » comme le soubassement, le support de multiples propriétés. Cela se poursuit jusqu'à Kant qui énonce « tous les phénomènes contiennent quelque chose de permanent en tant que l'objet lui-même et quelque chose de changeant en tant que simple détermination de cet objet, c'est-à-dire un mode d'existence de l'objet ». Cette définition paraît bien naturelle, au sens où naturel a « la signification de ce qui se comprend de soi dans le cercle de l'intelligibilité quotidienne ». Mais de naturel éternel il n'y a pas, le naturel est toujours « historial » (relatif à une époque de la vérité de l'être). Aussi poursuit Heidegger « il pourrait se faire que dans notre vue naturelle du monde, nous soyons dominés, à notre insu, par une interprétation séculaire de la « choséité » de la chose , alors qu'entretemps les choses au fond nous rencontrent d'une manière toute autre ».
La question philosophique qui porte vers la chose ne porte pas sur l'indétermination des espèces, mais sur ce qui fait qu'une pierre, une horloge, une pomme ou une rose sont, au même titre, des choses, dont il s'agit pour Heidegger de « questionner la choséité ». Cela même, cet arrière-fond métaphysique, dont les botanistes, les physiciens, les zoologistes qui n'accueillent ces choses qu'en tant qu'elles sont là ne veulent rien savoir. 
Doit-on se fier à l'expérience quotidienne, alors même que celle-ci fait surgir des questions redoutables ? Du paysan qui voit le soleil se coucher ou se lever sur ses champs à l'horizon, ou de l’astrophysicien, qui sait que la terre tourne sur elle-même et autour du soleil quel est celui qui voit la chose en ce qu'elle est, le soleil dans sa vérité s'interroge Heidegger. 
Et question plus générale, la représentation de la chose par la science atteint-elle mieux que la représentation naïve de la chose en tant que chose ?

## Le renouveau de la chose

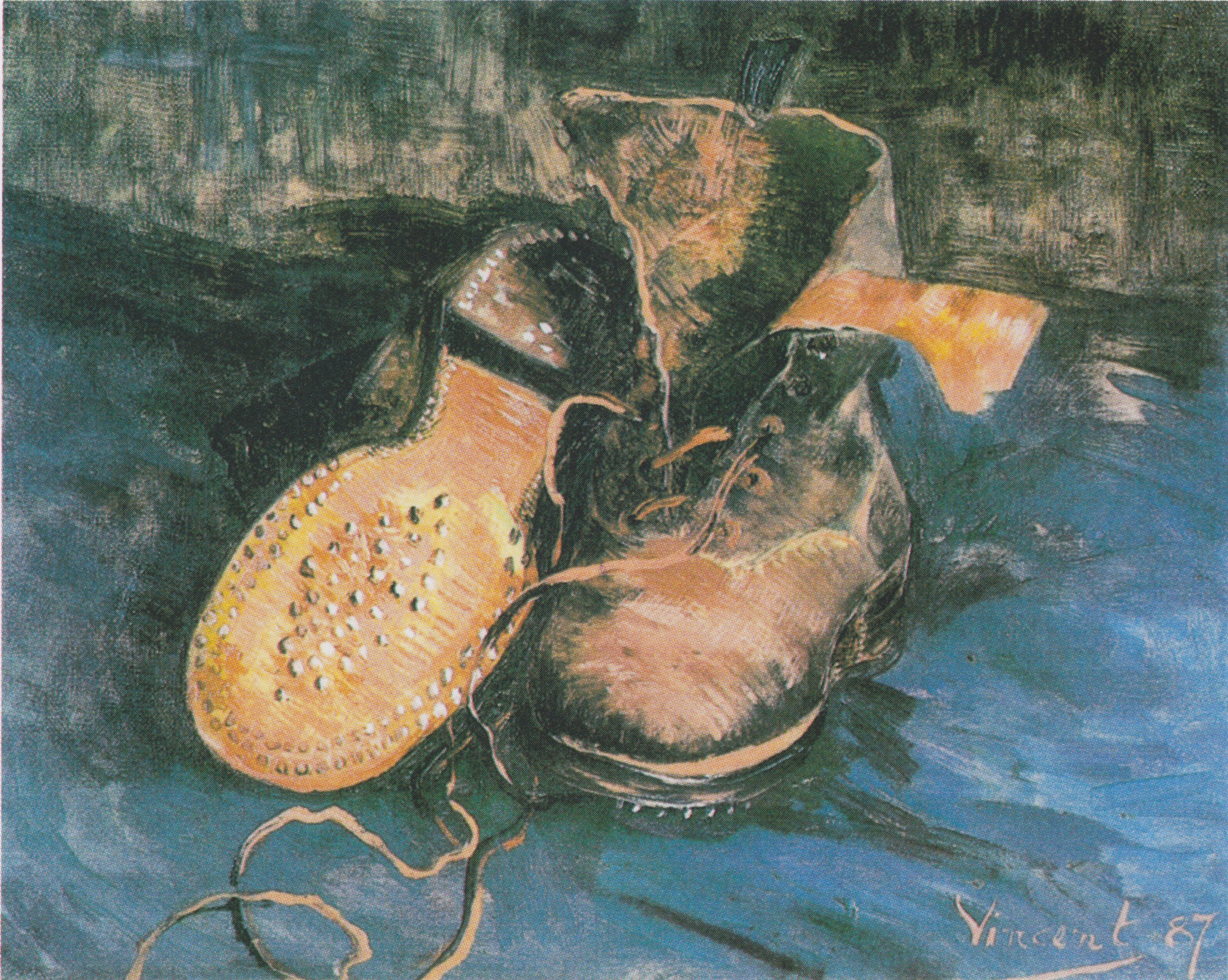
Van Gogh - Les souliers.

Après un long effacement, qui a commencé bien avant le cartésianisme et le développement des sciences exactes, et s'est poursuivi tout au long de l'histoire de la métaphysique on assiste avec la phénoménologie à un renouveau de la problématique philosophique sur la « Chose ». Hans-Georg Gadamer décrit ainsi la perception historique du concept de chose : « l'expérience de la chose a depuis longtemps perdu toute espèce de légitimité pour la pensée scientifique de la modernité. Que peuvent bien être des « choses » à l'ère de la production industrielle et de la mobilité générale ? De fait, la notion de chose, qui n'avait plus droit de cité philosophique depuis l'apparition de la science moderne de la nature [...] avait depuis longtemps et symptomatiquement été remplacée en philosophie par celle d'objet ».
Dans son œuvre majeure Être et Temps, Heidegger écarte systématiquement le mot « chose » qu'il juge trop marqué métaphysiquement au profit du terme allemand Zeug  intraduisible en français, qui fait référence à la manière dont les Grecs nommèrent les choses, les pragmatas, πράγματα signifiant « ce dont il retourne », « ce à quoi on a affaire » et qui dans la vision grecque pouvait concerner la totalité de l'étant. Rendre à nouveau présent ce qui a disparu à l'horizon ce n'est pas traduire la chose devant le tribunal de l'ego cogito, ce n'est pas se représenter mais questionner le « manifesteté » de l'étant et non la substance (ce dont l'être même est de paraître). Reconquérir les choses proprement dite n'est possible que dans une clarification qui laisse paraître le monde et l'être humain comme « être-au-monde ». Le concept si dominant de Dasein, en lieu et place d'être humain ne signifie donc pas « être là », mais « être-le-là » lui-même, c'est-à-dire l'ouvert, la clairière, où, du plus proche au plus lointain, se manifeste à découvert la présence des choses.
Plus tard « la question de la chose, c'est seulement à partir de la méditation de l'œuvre qu'elle se posera, au-delà de ce qu'en avait découvert Être et Temps, pour qui la chose, dans son premier abord s'était manifestée dans l'horizon de l'« ustensilité ». L'œuvre d'art, est elle-même « chose », mais dans la chose comme dans l'œuvre s'ouvre un monde où se répondent secrètement les dimensions encore inconnues de la terre et du ciel, de l'homme comme mortel et du divin qui lui fait signe ».

## Apprendre les choses
Quand nous cherchons à connaître une chose déterminée, un usage, il est constant que nous prenions dans la connaissance quelque chose que nous connaissons déjà naturellement. Dans l'exemple de l'usage d'une arme à feu, utilisé par Heidegger, il faut qu'on ait appris préalablement une foule de renseignements qui vont du ce que c'est qu'une à chose en général, une chose d'usage et l'usage d'une arme et de ses conditions d'usage. En fait ces choses préalables nous les connaissons inconsciemment déjà et ce sont celles-là mêmes qui rendent rapidement visible un fusil pour ce qu'il est, c'est-à-dire une arme. Toutes ces choses qu'il nous faut inconsciemment savoir pour que nous puissions apprendre quelque chose de déterminé : le sens du mot corps en tant que corporéité, l'« animalité » dans l'animal, le fait d'être plante dans la plante, la « choséité » ou le fait d'être chose, etc. L'élève ne commence à apprendre que lorsqu'il « éprouve » ce qu'il prend comme ce qu'il a déjà lui-même en propre. L'apprendre le plus difficile est celui-ci : « porter à la connaissance réellement et à fond ce que depuis toujours nous savons ».

## La poésie et la chose
« La Parole est parlante » écrit Heidegger. Qu'est-ce à dire ? Heidegger ne fait nulle allusion à l'impensé que comporte l'usage de toute langue, mais à la puissance « décelante » du langage. « Aucune chose n'est là, où manque le mot », dit dans le langage de la Lettre sur l'humanisme, « la parole est la maison de l'être ». Ainsi perçoit-il, dans le poème, le parler comme un « appel », appel à ce qui est éloigné à venir dans la proximité. En les nommant, la « Parole » fait venir les choses en la présence, comme dans ces deux simples vers qui introduisent le poème « Soir d'hiver » de Georg Trakl. 
Le poème ne transmet aucune information sur le monde, ne communique et ne crée rien à proprement parler mais, « en nommant les choses, il les appelle il leur adjoint de venir comme chose du monde, il enjoint au monde de venir comme monde des choses » écrit Marlène Zarader.

## Les nouveaux traits de la «chose»
On terminera par de brèves annotations correspondant aux nouvelles appréhensions de la « présence des choses » parmi nous, que nous devons aux travaux de Martin Heidegger et que nous trouvons répertoriées dans l'ouvrage de Didier Franck Heidegger et le Christianisme l'explication silencieuse, ainsi que celui de Marlène Zarader Heidegger et les paroles de l'origine , à savoir :
- Le caractère fugitif et transitoire de la présence des choses dont il est dit qu'elles « séjournent toujours en passant »[24].
- « Le présent n'est pas sans la présence qu'il n'est pas » (exemple, la nuit demande le jour en retrait et la maladie la santé)[24].
- L'être se déploie en s'accordant à lui-même et en accordant (Heidegger parle d'ajointement) les étants les uns avec les autres[24].
- L'advenu peut persister dans la présence, s'obstiner, ignorer les autres « étants » (voir La Parole d'Anaximandre) pour laquelle il devra payer châtiment[24].
- En dépit des enseignements de la métaphysique, l'insistance et la constance ne sont plus l'essentiel de la présence (et dont de la choséité)[25].
- « La vérité de la chose est un combat »[26].